# Bobsleje na Zimowych Igrzyskach Olimpijskich 1932
Bobsleje na Zimowych Igrzyskach Olimpijskich 1932 odbyły się w dniach 8 – 15 lutego 1932 roku na torze Mt. Van Hoevenberg Olympic Bobsled Run. Zawodnicy walczyli w dwójkach mężczyzn i czwórkach mężczyzn.

## Dwójki
Data: 9 – 10 lutego 1932
| LP  | Państwo              | Skład                                    | 1       | M    | 2       | M    | 3       | M    | 4       | M    | Suma    |
| --- | -------------------- | ---------------------------------------- | ------- | ---- | ------- | ---- | ------- | ---- | ------- | ---- | ------- |
| 1.  | Stany Zjednoczone I  | Hubert Stevens, Curtis Stevens           | 2:13.10 | (3)  | 2:04.27 | (1)  | 1:59.69 | (1)  | 1:57.68 | (1)  | 8:14.74 |
| 2.  | Szwajcaria I         | Reto Capadrutt, Oscar Geier              | 2:05.88 | (1)  | 2:07.21 | (2)  | 2:03.52 | (2)  | 1:59.67 | (2)  | 8:16.28 |
| 3.  | Stany Zjednoczone II | John Heaton, Robert Minton               | 2:15.02 | (4)  | 2:07.21 | (3)  | 2:04.29 | (3)  | 2:02.33 | (3)  | 8:29.15 |
| 4.  | Rumunia              | Alexandru Papană, Dumitru Hubert         | 2:15.51 | (7)  | 2:07.82 | (4)  | 2:06.12 | (5)  | 2:03.02 | (4)  | 8:32.47 |
| 5.  | Niemcy I             | Hanns Kilian, Sebastian Huber            | 2:15.27 | (5)  | 2:11.08 | (6)  | 2:05.82 | (4)  | 2:03.19 | (5)  | 8:35.36 |
| 6.  | Włochy I             | Teofilo Rossi di Montelera, Italo Casini | 2:15.45 | (6)  | 2:08.10 | (5)  | 2:06.58 | (6)  | 2:06.20 | (6)  | 8:36.33 |
| 7.  | Niemcy II            | Werner Huth, Max Ludwig                  | 2:11.53 | (2)  | 2:11.58 | (7)  | 2:11.32 | (9)  | 2:10.62 | (10) | 8:45.05 |
| 8.  | Włochy II            | Agostino Lanfranchi, Gaetano Lanfranchi  | 2:20.08 | (10) | 2:13.47 | (8)  | 2:08.00 | (7)  | 2:09.11 | (7)  | 8:50.66 |
| 9.  | Belgia I             | Max Houben, Louis Van Hege               | 2:17.68 | (9)  | 2:14.90 | (9)  | 2:10.90 | (8)  | 2:09.62 | (9)  | 8:53.10 |
| 10. | Belgia II            | Christian Hansez, Jacques Maus           | 2:17.01 | (8)  | 2:16.74 | (10) | 2:13.59 | (11) | 2:13.81 | (11) | 9:01.15 |
| 11. | Francja              | Louis Balsan, Daniel Armand-Delille      | 2:20.10 | (11) | 2:19.37 | (11) | 2:13.56 | (10) | 2:09.56 | (8)  | 9:02.59 |
| 12. | Austria              | Hugo Weinstengl, Johann Baptist Gudenus  | 2:23.83 | (12) | 2:21.82 | (12) | 2:16.19 | (12) | 2:14.58 | (12) | 9:16.42 |

## Czwórki
Data: 14 – 15 lutego 1932
| LP | Państwo              | Skład                                                                             | 1       | M   | 2       | M   | 3       | M   | 4       | M   | Suma    |
| -- | -------------------- | --------------------------------------------------------------------------------- | ------- | --- | ------- | --- | ------- | --- | ------- | --- | ------- |
| 1. | Stany Zjednoczone I  | Billy Fiske, Eddie Eagan, Clifford Gray, Jay O’Brien                              | 2:00.52 | (1) | 1:59.16 | (1) | 1:57.41 | (1) | 1:56.59 | (2) | 7:53.68 |
| 2. | Stany Zjednoczone II | Henry Homburger, Percy Bryant, Paul Stevens, Edmund Horton                        | 2:01.77 | (2) | 2:01.09 | (2) | 1:58.56 | (3) | 1:54.28 | (1) | 7:53.68 |
| 3. | Niemcy I             | Hanns Kilian, Max Ludwig, Hans Mehlhorn, Sebastian Huber                          | 2:03.11 | (3) | 2:01.34 | (3) | 1:58.19 | (2) | 1:57.40 | (3) | 8:00.04 |
| 4. | Szwajcaria II        | Reto Capadrutt, Hans Eisenhut, Charles Jenny, Oscar Geier                         | 2:06.81 | (4) | 2:03.40 | (4) | 2:01.47 | (4) | 2:00.50 | (5) | 8:12.18 |
| 5. | Włochy I             | Teofilo Rossi di Montelera, Agostino Lanfranchi, Gaetano Lanfranchi, Italo Casini | 2:07.87 | (5) | 2:06.62 | (5) | 2:07.94 | (7) | 2:01.78 | (6) | 8:24.21 |
| 6. | Rumunia I            | Alexandru Papană, Alexandru Ionescu, Ulise Petrescu, Dumitru Hubert               | 2:09.09 | (6) | 2:14.32 | (7) | 2:02.00 | (5) | 1:58.81 | (4) | 8:24.21 |
| 7. | Niemcy II            | Walther von Mumm, Hasso von Bismarck, Gerhard Hessert, Georg Gyssling             | 2:11.59 | (7) | 2:11.72 | (6) | 2:07.89 | (6) | 2:04.25 | (7) | 8:35.45 |